# Blue Car (film)
Ne doit pas être confondu avec Blue Car.
Pour plus de détails, voir Fiche technique et Distribution.
Blue Car, ou Bleu Souvenir au Québec, est un film dramatique américain écrit et réalisé par Karen Moncrieff et sorti en 2002.
C'est le premier film réalisé par Karen Moncrieff.

## Synopsis
Megan, une surdouée de 16 ans surnommée Meg, vit dans la région de Dayton (Ohio). Elle a été abandonnée par son père et négligée par sa mère qui travaille dur et tard afin de subvenir à ces besoins et à ceux de ses enfants.
Lily, la jeune sœur de Meg, a de graves problèmes mentaux, elle se prive de nourriture afin de devenir un ange. Elle se tue en sautant par une fenêtre ouverte du service psychiatrique d'un hôpital dans l'espoir de voler. Meg trouve du réconfort auprès de son professeur d'anglais, qui prétend qu'il est passionné par l'écriture d'un roman. Elle a des relations sexuelles avec lui, mais cela n'est pas ce qu'elle avait imaginé. En outre, elle se rend compte que son professeur n'écrit pas de roman, mais a inventé cela afin de l'impressionner. Meg décide alors de vivre avec son père.

## Distribution
Légende : Version Québécoise = VQ
- David Strathairn (VQ : Pierre Chagnon) : Auster
- Agnes Bruckner (VQ : Geneviève Désilets) : Megan Denning (Meg)
- Margaret Colin (VQ : Marie-Andrée Corneille) : Diane
- Frances Fisher (VQ : Christine Séguin) : Delia
- A.J. Buckley (VQ : Martin Watier) : Pat
- Regan Arnold : Lily
- Sarah Buehler (VQ : Kim Jalabert) : Georgia
- Dustin Sterling : Rob
- Michael Joseph Thomas Ward : Dad
- Wayne Armstrong : Don
- Aftab Pureval : Boy in Class
- Wendy Lardin : la maman de Georgia
- Jenn O'nofrio : la fille blonde
- Michael Raysses : M. Kastran
- Amy Benedict : la  serveuse du diner
- Jaime Scheingross : la fille en robe jaune
- Julie Schuster : le caissier de la banque
- Jane Mowder : l'infirmière
- David Carroll : le gérant de magasin
- Jacqueline Childs : le pharmacien
- Daniel Buran : le flic (comme Dan Buran)
- Jeff Gage : le prêteur sur gages
- Kristan Andrews : la serveuse au Floride Oasis Cocktail
- Peer J. Oppenheimer : le client au dîner